# سيلينة ثلاثية الأسنان
السيلينة ثلاثية الأسنان[بحاجة لمصدر] (باللاتينية: Silene tridentata) نوع نباتي يتبع جنس السيلينة من الفصيلة القرنفلية.

## الموئل والانتشار
موطنها المشرق العربي ووادي النيل والمغرب العربي وقبرص وإسبانيا.